# Broglie (Frankrijk)
Broglie is een gemeente in het Franse departement Eure (regio Normandië). De plaats maakt deel uit van het arrondissement Bernay. Broglie telde op 1 januari 2022 1.035 inwoners.

## Geografie
De oppervlakte van Broglie bedroeg op 1 januari 2022 7,96 vierkante kilometer; de bevolkingsdichtheid was toen 130 inwoners per km².

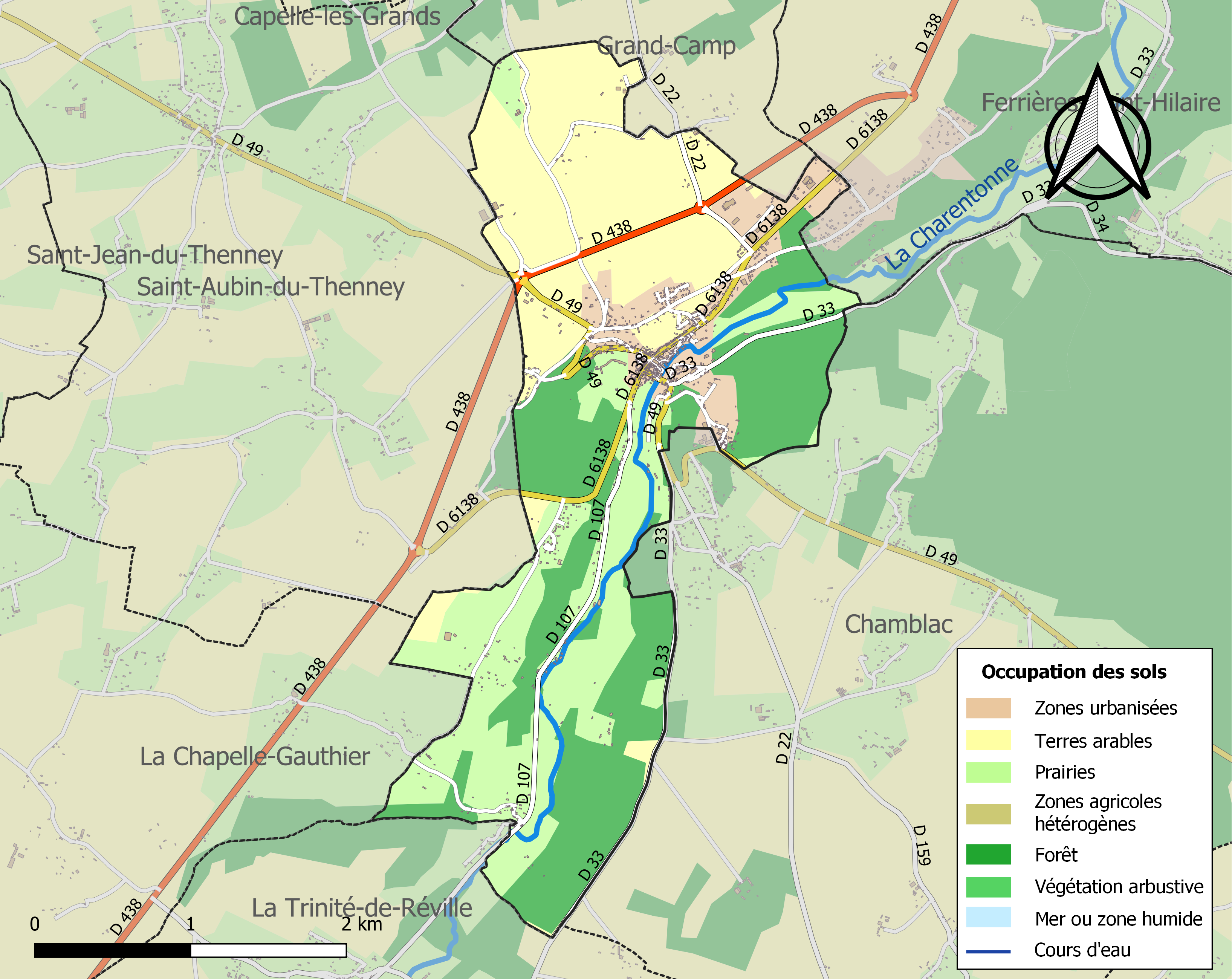
Kaart van de gemeente met belangrijkste infrastructuur, bodemgebruik en omliggende gemeenten

## Demografie
Onderstaande figuur toont het verloop van het inwonertal (bron: INSEE-tellingen).

## Geboren
- Victor-François de Broglie ((1718-1804), militair en staatsman, maarschalk van Frankrijk
- Maurice de Broglie (1766-1821), bisschop
- Augustin Fresnel (1788-1827), ingenieur en natuurkundige